# جان بی. هس
جان بی. هس (به انگلیسی: John B. Hess) (زادهٔ ۱۹۵۴) کارآفرین، بازرگان و مدیر ارشد اجرایی آمریکایی است، که در حال حاضر به‌عنوان مدیر عامل اجرایی شرکت هس کورپوریشن فعالیت می‌کند.